# Christophe Slagmuylder
Christophe Slagmuylder, né en 1967 à Bruxelles, est un commissaire d'exposition et gestionnaire culturel belge.

## Biographie
Christophe Slagmuylder a étudié l'histoire de l'art à l'Université libre de Bruxelles. Il a notamment enseigné la théorie visuelle à l'École nationale supérieure des arts visuels (ENSAV) de La Cambre à Bruxelles. 
À partir du milieu des années 1990, il participe à la promotion et à la production de différentes compagnies de danse, par exemple en tant qu'assistant de la direction artistique du Théâtre Les Tanneurs à Bruxelles. 
En 2002, il devient membre de l'équipe de programmation du Kunstenfestivaldesarts de Bruxelles, un festival d'art contemporain dans les domaines du théâtre, de la danse, de la performance et des arts visuels. En 2007, il en devient directeur artistique, succédant à la fondatrice du festival, Frie Leysen,,.
En 2018, il devient directeur de la programmation du festival Theater der Welt (de) 2020 à Düsseldorf, qui a lieu tous les trois ans dans des villes différentes.
En juin 2018, il est nommé directeur du Festival de Vienne 2019, comme successeur de Tomas Zierhofer-Kin. Son contrat est prolongé par la suite jusqu'en 2024.
En 2022, il est nommé  directeur général de Bozar, à Bruxelles.